# Кућа гласова (роман)
Кућа гласова (итал. La casa delle voci) је трилер роман Доната Каризија који је издао Лонганези 2019. године. Протагониста романа је дечји психолог и хипнотизер Пјетро Гербер, који, након телефонског позива једне колегинице из Аустралије, одлучује да се позабави случајем Хане Хол и њеним фрагментираним сећањем на период када је као дете живела са родитељима у, како она назива, кући гласова.

## Радња књиге
Пјетро Гербер није психолог попут других. Његова специјалност је хипноза, а пацијенти су му деца. Често су трауматизовани, обележени драматичним догађајима или поседују важне информације закопане у њиховом крхком сећању, које полиција и судије користе у истрагама. Пјетро је најбољи у целој Фиренци, где је познат као успављивач деце. Али када га са другог краја света позове колегиница из Аустралије која му препоручује пацијента, Пјетро реагује збуњено и неповерљиво. Пошто је пацијент одрасла особа. Хану Хол прогања живо сећање из детињства, али оно које можда није стварно: убиство. А да би схватио да ли тај фрагмент сећања одговара истини или је илузија, очајнички јој је потребан Пјетро Гербер. Пјетро ће морати да јој помогне да извуче девојчицу која је још увек у њој. Девојчица са много имена, увек чувана од странаца, живела је са својом срећном породицом на зачараним местима: „кући гласова“.

## Ликови
- Пјетро Гербер: дечији психолог и хипнотизер, сарађује са судом за малолетнике у Фиренци.
- Хана Хол: стигла је из Аустралије, контактира Пјетра Гербера да се подвргне сеансама хипнозе.
- Тереза Вокер: аустралијски психолог и хипнотизер.
- Господин Б (Балу): Пјетров отац и дечији психолог.
- Анита Балди: судија суда за малолетнике.
- Силвија: Пјетрова жена.
- Марко: син Силвије и Пјетра.
- Маурицио, звани Ишо: Пјетров рођак.
- Мари и Томазо: Ханини родитељи.
- Адо: Ханин брат, чуван у шкрињи коју родитељи увек носе са собом.

## Издањa
- Каризи, Д. Кућа Гласова. Београд: Вулкан, 2020.